# Inequació

Les solucions candidates de la programació lineal estan definides per un conjunt d'inequacions.

En matemàtiques, una inequació o desigualtat és una expressió que determina la mida relativa o l'ordre de dos termes —expressions algebraiques— i que es compleix per un subconjunt de valors possibles de les variables.
- La notació a < b significa que a és més petit que b.
- La notació a > b significa que a és més gran que b.
- La notació a ≠ b significa que a és no és igual que b, però no informa si un és més gran que l'altre.

En cadascuna d'aquestes expressions, a no és igual a b: aquestes relacions són conegudes com a desigualtats estrictes. Per exemple, la notació a < b també es pot llegir com "a és estrictament més petit que b".
En contrast amb les desigualtats estrictes hi ha dos tipus d'expressions de desigualtat que no són estrictes:
- La notació a ≤ b significa que a és més petit o igual que b (o, de manera equivalent, que no és més gran que b).
- La notació a ≥ b significa que a és més gran o igual que b (o, de manera equivalent, que no és més petit que b).

Un ús addicional de la notació de desigualtats és per mostrar si una quantitat és molt més gran que una altra (normalment de diversos ordres de magnitud):
- La notació a ≪ b significa que a és molt més petit que  b.
- La notació a ≫ b significa que a és molt més gran que b.

Si el sentit de la desigualtat és el mateix per tots els valors de les variables llavors la inequació es denomina "absoluta" o "incondicional"; si, pel cas contrari, el sentit de la inequació només es manté per certs valors de les variables en qüestió i canvia per altres valors, la inequació es denomina "condicional".

## Propietats
Les inequacions estan governades per les propietats anomenades a continuació. Cal notar que per les propietats de transitivitat, la reversió, l'addició, la subtracció, la multiplicació i la divisió, la propietat es manté també si els signes de desigualtat estricta (< i >) són reemplaçats pels seus equivalents signes de desigualtat no estricta (≤ i ≥).

### Transitivitat
La transitivitat de les inequacions diu que:
- Per qualssevol nombres reals a, b i c:
  - Si a > b i b > c; llavors a > c
  - Si a < b i b < c; llavors a < c
  - Si a > b i b = c; llavors a > c
  - Si a < b i b = c; llavors a < c

### Addició i substracció
Les propietats relacionades amb l'addició i la substracció expressen que:
- Per qualssevol nombres reals a, b i c:
  - Si a < b, llavors a + c < b + c i a − c < b − c
  - Si a > b, llavors a + c > b + c i a − c > b − c

### Multiplicació i divisió
Les propietats relacionades amb la multiplicació i la divisió expressen que:
- Per qualssevol nombres reals a, b i un c diferent de zero:
  - Si c és positiu i a < b, llavors ac < bc i a/c < b/c
  - Si c és negatiu i a < b, llavors ac > bc i a/c > b/c

### Oposat
Les propietats per l'oposat diuen que:
- Per qualssevol nombres reals a i b:
  - Si a < b llavors −a > −b
  - Si a > b llavors −a < −b

### Invers
Les propietats per l'invers diuen que:
- Per qualssevol nombres reals a i b diferents de zero i ambdós positius o ambdós negatius:
  - Si a < b llavors 1/a > 1/b
  - Si a > b llavors 1/a < 1/b

- Si un dels dos, a o b, és negatiu:
  - Si a < b llavors 1/a < 1/b
  - Si a > b llavors 1/a > 1/b

### Aplicar una funció a ambdues bandes

El gràfic de la funció y = ln x

Qualsevol funció monòtonament creixent pot ser aplicada a les dues bandes d'una inequació de manera que aquesta es mantingui inalterada. Si s'aplica una funció monòtonament decreixent a les dues bandes d'una desigualtat, llavors es manté inalterada la inequació oposada.
Per una desigualtat no estricta (a ≤ b, a ≥ b):
- Si s'aplica una funció monòtonament creixent, es preserva la relació (≤ segueix sent ≤, ≥ segueix sent ≥)
- i s'aplica una funció monòtonament decreixent, es reverteix la relació (≤ esdevé ≥, ≥ esdevé ≤)

A tall d'exemple, si es considera l'aplicació del logaritme natural a les dues bandes d'una inequació:
{\displaystyle 0<a<b\Leftrightarrow \ln(a)<\ln(b).}
Això és verdader perquè el logaritme natural és una funció estrictament creixent en tot el seu domini.

## Cossos ordenats
Si (F, +, ×) és un cos i ≤ és un ordre total sobre F, llavors a (F, +, ×, ≤) se l'anomena un cos ordenat si i només si: 
- a ≤ b implica a + c ≤ b + c;
- 0 ≤ a i 0 ≤ b implica 0 ≤ a × b.

Cal notar que tant (Q, +, ×, ≤) com (R, +, ×, ≤) són cossos ordenats, però ≤ no pot ser definit per fer de (C, +, ×, ≤) un cos ordenat perquè −1 és el quadrat de i i seria, per tant, positiu.
Les desigualtats no estrictes ≤ i ≥ sobre nombres reals són ordres totals. Les desigualtats estrictes < i > sobre nombres reals són ordres totals estrictes.

## Notació en cadena
La notació a < b < c significa que "a < b i b < c", per la qual cosa, segons la propietat de transitivitat, es pot concloure que a < c. Òbviament, per les lleis de sobre, es pot afegir o sostreure el mateix nombre als tres termes, multiplicar o dividir els tres termes pel mateix nombre (diferent de zero) així com revertir totes les desigualtats. Per exemple, a < b + e < c equival a a − e < b < c − e.
Aquesta notació pot ser generalitzada a qualsevol nombre de termes: per exemple, a1 ≤ a₂ ≤ ... ≤ an significa que ai ≤ ai+1 per i = 1, 2, ..., n − 1. Per transitivitat, aquesta condició és equivalent a ai ≤ aj per qualsevol 1 ≤ i ≤ j ≤ n.
Quan se solucionen desigualtats usant la notació en cadena és possible —i de vegades necessari— avaluar els termes de manera independent. Per exemple, per resoldre la desigualtat 4x < 2x + 1 ≤ 3x + 2, no és possible aïllar la incògnita x en cap terme afegint o restant; en comptes d'això, les inequacions han de ser solucionades independentment, aconseguint x < 1/2 i x ≥ −1 respectivament i obtenint la solució final: −1 ≤ x < 1/2.
La notació en cadena és usada ocasionalment amb desigualtats amb direccions diferents: en aquest cas el significat és la conjunció lògica de les desigualtats entre termes adjacents. Per exemple, a < b = c ≤ d vol dir que a < b, b = c i c ≤ d. Aquesta notació existeix en alguns llenguatges de programació com el Python.

## Tipus de desigualtats

### Desigualtats entre mitjanes
Hi ha moltes desigualtats entre mitjanes. Per exemple, per qualssevol nombres positius a1, a₂, …, an es té H ≤ G ≤ A ≤ Q, on:
| {\displaystyle H={\frac {n}{1/a_{1}+1/a_{2}+\cdots +1/a_{n}}}}               | (mitjana harmònica),  |
| {\displaystyle G={\sqrt[{n}]{a_{1}\cdot a_{2}\cdots a_{n}}}}                 | (mitjana geomètrica), |
| {\displaystyle A={\frac {a_{1}+a_{2}+\cdots +a_{n}}{n}}}                     | (mitjana aritmètica), |
| {\displaystyle Q={\sqrt {\frac {a_{1}^{2}+a_{2}^{2}+\cdots +a_{n}^{2}}{n}}}} | (mitjana quadràtica). |

### Desigualtats de potències
Les desigualtats de potències són inequacions que contenen expressions del tipus ab, on a i b són nombres positius reals o expressions que contenen variables. Alguns exemples notables:
- Si x > 0, llavors:

{\displaystyle x^{x}\geq \left({\frac {1}{e}}\right)^{1/e}.\,}
- Si x > 0, llavors:

{\displaystyle x^{x^{x}}\geq x.\,}
- Si x, y, z > 0, llavors:

{\displaystyle (x+y)^{z}+(x+z)^{y}+(y+z)^{x}>2.\,}
- Per qualssevol dos nombres diferents reals a i b:

{\displaystyle {\frac {e^{b}-e^{a}}{b-a}}>e^{(a+b)/2}.}
- Si x, y > 0 i 0 < p < 1, llavors:

{\displaystyle (x+y)^{p}<x^{p}+y^{p}.\,}
- Si x, y, z > 0, llavors:

{\displaystyle x^{x}y^{y}z^{z}\geq (xyz)^{(x+y+z)/3}.\,}
- Si a, b > 0, llavors:

{\displaystyle a^{a}+b^{b}\geq a^{b}+b^{a}.\,}
- Si a, b > 0, llavors:

{\displaystyle a^{ea}+b^{eb}\geq a^{eb}+b^{ea}.\,}
- Si a, b > 0, llavors:

{\displaystyle a^{b}+b^{a}>1.\,}
Aquest resultat fou generalitzat per R. Ozols el 2002, que provà que si a1, ..., an > 0, llavors:
{\displaystyle a_{1}^{a_{2}}+a_{2}^{a_{3}}+\cdots +a_{n}^{a_{1}}>1}

### Desigualtats amb nombres complexos
El conjunt de nombres complexos {\displaystyle \mathbb {C} } amb les seves operacions d'addició i multiplicació és un cos, però és impossible definir qualsevol relació ≤ de manera que {\displaystyle (\mathbb {C} ,+,\times ,\leq )} esdevingui un cos ordenat. Per convertir {\displaystyle (\mathbb {C} ,+,\times ,\leq )} en un camp ordenat, necessitaria satisfer les dues propietats següents:
- Si a ≤ b llavors a + c ≤ b + c
- Si 0 ≤ a i 0 ≤ b llavors 0 ≤ a b

Com que ≤ és un ordre total, per qualsevol nombre a es compleix que 0 ≤ a o a ≤ 0 (en aquest cas la primera propietat implica que 0 ≤ {\displaystyle -a}). En qualsevol cas, 0 ≤ a²; això significa que {\displaystyle i^{2}>0} i {\displaystyle 1^{2}>0}, per la qual cosa {\displaystyle -1>0} i {\displaystyle 1>0} i es conclou que {\displaystyle (-1+1)>0}, que és una contradicció.
De totes maneres, es pot definir una operació ≤ de manera que compleixi tan sols la primera propietat ("si a ≤ b llavors a + c ≤ b + c"). Algunes vegades s'usa l'ordre lexicogràfic:
- a ≤ b si {\displaystyle Re(a)} < {\displaystyle Re(b)} o bé ({\displaystyle Re(a)=Re(b)} i {\displaystyle Im(a)} ≤ {\displaystyle Im(b)})

Es pot provar fàcilment que per aquesta definició a ≤ b implica a + c ≤ b + c.

### Desigualtats de vectors
També es poden definir relacions de desigualtat per vectors columna. Si es tenen els vectors {\displaystyle x,y\in \mathbb {R} ^{n}} (la qual cosa significa que {\displaystyle x=\left(x_{1},x_{2},\ldots ,x_{n}\right)^{T}} i {\displaystyle y=\left(y_{1},y_{2},\ldots ,y_{n}\right)^{T}} on {\displaystyle x_{i}} i {\displaystyle y_{i}} són nombres reals per {\displaystyle i=1,\ldots ,n}), es poden definir les següents relacions:
- {\displaystyle x=y\ } si {\displaystyle x_{i}=y_{i}\ } per {\displaystyle i=1,\ldots ,n}
- {\displaystyle x<y\ } si {\displaystyle x_{i}<y_{i}\ } per {\displaystyle i=1,\ldots ,n}
- {\displaystyle x\leq y} si {\displaystyle x_{i}\leq y_{i}} per {\displaystyle i=1,\ldots ,n} i {\displaystyle x\neq y}
- {\displaystyle x\leqq y} si {\displaystyle x_{i}\leq y_{i}} per {\displaystyle i=1,\ldots ,n}

D'una manera similar, es poden definir relacions per {\displaystyle x>y}, {\displaystyle x\geq y} i {\displaystyle x\geqq y}.
Es pot observar que la propietat de tricotomia no és vàlida per relacions vectorials. Per exemple, si es considera el cas on {\displaystyle x=\left[2,5\right]^{T}} i {\displaystyle y=\left[3,4\right]^{T}}, es pot veure que no hi ha cap relació de desigualtat vàlida entre aquests dos vectors; a més a més, caldria definir un vector invers abans que es pogués considerar aquesta propietat. La resta de propietats mencionades, però, sí que tenen una propietat paral·lela que es compleix en desigualtats de vectors.

## Intervals com a solució d'una inequació
Un interval és un conjunt de nombres: els resultats de les inequacions es representen mitjançant intervals. Si en el resultat la incògnita queda definida pels signes de desigualtat no estricta (> o <) vol dir que l'interval no té el resultat de la inequació inclòs: l'interval s'escriu entre parèntesis i s'anomena interval obert. En canvi, si el resultat és una desigualtat estricta (≤ o ≥) l'interval s'escriu entre claudàtors i s'anomena interval tancat. Pot passar que l'interval sigui obert per una banda i tancat per l'altra.
Si la inequació no té solució, l'interval solució és el conjunt buit (Ø). Si l'interval de solució hi ha l'infinit (positiu o negatiu), l'interval per la seva banda serà obert (s'escriurà amb parèntesi).

De manera complementària a la notació en forma d'interval es pot mostrar un esquema d'aquest sobre la recta real.

## Resolució d'inequacions

### Inequacions amb una incògnita
Resoldre una inequació equival a trobar els valors de la incògnita que satisfan la desigualtat. El resultat es dona en forma d'interval. El procés de resolució és molt semblant al d'una equació: cal anar transformant els termes de la desigualtat en d'altres menys senzills aplicant les propietats descrites més amunt. Alguns dels passos possibles són:
- Sumar i restar el mateix nombre als dos membres de la inequació: el sentit de la desigualtat es manté inalterat.
- Multiplicar i dividir el mateix nombre, més gran que zero, als dos membres de la inequació: el sentit de la desigualtat es manté inalterat.
- Multiplicar i dividir el mateix nombre, més petit que zero, als dos membres de la inequació: el sentit de la desigualtat s'inverteix. Per tant, si es canvien tots els signes dels dos membres de la inequació, el sentit de la desigualtat canvia (canviar els signes és equivalent a dividir per menys u, que és més petit que zero).

#### Inequacions quadràtiques
Una inequació és de segon grau quan conté un terme quadràtic de la incògnita: la funció té, doncs, forma de paràbola, i és de la forma:
{\displaystyle ax^{2}+bx+c\;>0}
Per resoldre aquest tipus de desigualtats es procedeix igual que en una equació de segon grau: es busquen les solucions x1 i x₂; un cop trobats aquests, cal determinar si la solució és l'interval entre els dos valors o l'interval fora els dos valors; en altres paraules, cal esbrinar si l'interval solució és:
{\displaystyle x\in [x_{1},x_{2}]}
o bé
{\displaystyle x\in (-\infty ,x_{1})\cup (x_{2},+\infty )}
Per saber-ho, es pot fer de dues maneres: per prova i error (donant valors a les variables i comprovant on cauen) o fent una taula per tots els casos i comprovant els signes, deduint la solució correcta.

### Inequacions amb dues incògnites
Les inequacions de dues incògnites són aquelles que tenen expressions algebraiques amb polinomis de dues variables. Les seves solucions són porcions del pla (semiplans). Per resoldre-les, s'opera fins a deixar una variable en funció de l'altra; després es representa la recta i es determina per tempteig quin és el semiplà que verifica la desigualtat. Si la desigualtat és estricta, no s'inclouen els punts de la recta en la solució; en cas contrari, sí que s'hi inclouen.

### Sistemes d'inequacions
La solució d'un sistema d'inequacions d'una incògnita és aquella que satisfà alhora totes les inequacions del sistema; per resoldre'l, cal buscar la solució de cada desigualtat per separat i buscar l'interval comú en totes elles sobre la recta real. En el cas de sistemes d'inequacions de dues incògnites, es procedeix d'igual manera però en comptes de buscar la solució sobre la recta real es busca la regió del pla comuna als semiplans solució. Aquest conjunt solució del pla s'anomena també regió de viabilitat.

## Desigualtats conegudes
Categoria principal: Desigualtats
Els matemàtics solen utilitzar les inequacions per posar límits a quantitats les fórmules exactes de les quals no poden ser trobades de manera fàcil. Algunes d'aquestes s'utilitzen tan sovint que tenen un nom propi, com per exemple:
- Desigualtat d'Azuma
- Desigualtat de Bernoulli
- Desigualtat de Boole
- Desigualtat de Cauchy-Schwarz
- Desigualtat de Chebyshov
- Desigualtat de Chernoff
- Desigualtat de Cramér-Rao
- Desigualtat de Hoeffding
- Desigualtat de Hölder
- Desigualtat de les mitjanes aritmètica i geomètrica
- Desigualtat de Jensen
- Desigualtat de Márkov
- Desigualtat de Minkowski
- Desigualtat de Nesbitt
- Desigualtat de Pedoe
- Desigualtat de Shapiro
- Desigualtat triangular